# Bamra myrina
Bamra myrina är en fjärilsart som beskrevs av Heinrich Benno Möschler 1880. Bamra myrina ingår i släktet Bamra och familjen nattflyn. Inga underarter finns listade i Catalogue of Life.